# Ескадрені міноносці типу «Аудаче» (1971)
Ескадрені міноносці типу «Аудаче» (італ. Classe Audace) — Серія ескадрених міноносців  з керованим ракетним озброєнням ВМС Італії 1970-х років

## Історія створення
Ескадрені міноносці типу «Аудаче» були розроблені як вдосконалений варіант есмінців типу «Імпавідо». 
Ескадрені міноносці типу «Аудаче» - багатоцільові кораблі, які здатні діяти як самостійно, так і у складі різноманітних з'єднань, перш за все у складі авіаносного на чолі з авіаносцем «Джузеппе Гарібальді». Вони можуть вести боротьбу з підводними човнами та надводними кораблями, засобами повітряного нападу, а також надавати вогневу підтримку десанту. 

## Представники
| Корабель | Виготовлювач                                 | Бортове позначення | Закладено          | Спущено                | У строю                | Статус                                          |
| -------- | -------------------------------------------- | ------------------ | ------------------ | ---------------------- | ---------------------- | ----------------------------------------------- |
| «Аудаче» | Cantieri Navali del Tirreno e Riuniti        | D 551              | 27 липня 1968 року | 2 жовтня 1971 року     | 16 листопада 1972 року | Виключений зі складу флоту 28 вересня 2006 року |
| «Ардіто» | «Cantiere navale di Castellammare di Stabia» | D 550              | 19 липня 1968 року | 27 листопада 1971 року | 5 грудня 1972 року     | Виключений зі складу флоту 28 вересня 2006 року |

## Конструкція

### Корпус
Корпус кораблів - гладкопалубний, з високо піднятим носовим закінченням, широким розвалом шпангоутів та гострим носом. Більші розміри палуби дозволили розмістити посадковий майданчик, на якій одночасно можуть базуватись 2 вертольоти.

### Силова установка
Силова установка розміщена у двох машинних відділеннях. 4 котли виробляють пару для 2 парових турбін потужністю 73 000 к.с., що забезпечує максимальну швидкість у 33 вузли.  

### Озброєння
Після побудови артилерійське озброєння есмінців складалось з двох 127-мм гармат Otobreda 127/54 Compact, двох 76-мм гармати OTO Melara. 
Торпедно-мінне озброєння складалось з двох строєних 324-мм торпедних апаратів «Mk 32»  та двох спарених 533-мм торпедних апаратів.
На кораблях був встановлений ЗРК RIM-24 Tartar.

### Модернізація
У 1988-1991 роках була проведена модернізація кораблів, під час якої була демонтована одна 127-мм гармата та 533-мм торпедні апарати.
Були встановлені пускові установки «Mk 13» для ракет AIM-7 Sparrow, пускові установки «Mk 29» для ракет RIM-66 Standard та 8 пускових установок для протикорабельних ракет Otomat.
Також було модернізоване радіолокаційне та електронне обладнання.
Загалом після модернізації бойові можливості есмінців типу «Аудаче» були приведені до рівня есмінців  типу «Луїджі Дюран де ла Пенне».